# Uropoda sasayamaensis
Uropoda sasayamaensis es una especie de arácnido del orden Mesostigmata de la familia Uropodidae.

## Distribución geográfica
Se encuentra en Japón.